# (100760) 1998 FN10
(100760) 1998 FN10 es un asteroide perteneciente al cinturón de asteroides descubierto el 24 de marzo de 1998 por el equipo del OCA-DLR Asteroid Survey desde el Sitio de Observación de Calern, Caussols, Francia.

## Designación y nombre
Designado provisionalmente como 1998 FN10.

## Características orbitales
1998 FN10 está situado a una distancia media del Sol de 2,397 ua, pudiendo alejarse hasta 2,712 ua y acercarse hasta 2,081 ua. Su excentricidad es 0,131 y la inclinación orbital 1,870 grados. Emplea 1355,58 días en completar una órbita alrededor del Sol.

## Características físicas
La magnitud absoluta de 1998 FN10 es 16,7. 